# Don-Angelo Konadu
Don-Angelo Konadu, né le 3 mai 2006 à Amsterdam aux Pays-Bas, est un footballeur néerlandais qui évolue au poste de attaquant à l'Ajax Amsterdam.

## Biographie

### En club
Né à Amsterdam aux Pays-Bas, Don-Angelo Konadu est formé par l'Ajax Amsterdam en février 2021. Il signe son premier contrat professionnel le 3 mai 2023, jour de ses 17 ans.
Il joue son premier match avec l'équipe première de l'Ajax le 23 février 2025, à l'occasion d'une rencontre d'Eredivisie face au Go Ahead Eagles. Il entre en jeu et son équipe s'impose par deux buts à zéro,.

### En équipe nationale
Il est sélectionné avec l'équipe des Pays-Bas des moins de 19 ans pour participer au championnat d'Europe en 2025. Les Pays-Bas se qualifient ensuite pour la finale du tournoi en battant la Roumanie par trois buts à un le 23 juin 2025. Il est titulaire et buteur lors de cette rencontre,.

## Palmarès
Pays-Bas -19 ans